# Pili Peña
María del Pilar Peña Carrasco (Madrid, 4 de abril de 1986), conocida como Pili Peña, es una waterpolista española que juega en el CN Terrassa de la División de Honor femenina y en la selección española, de la que es capitana. Consiguió la medalla de plata en los Juegos Olímpicos de Tokio 2020 y en Londres 2012y la medalla de oro en los Juegos Olímpicos de París 2024.

## Trayectoria
Formada en las categorías inferiores del Club Natación Ondarreta, de Alcorcón, ganó una liga (2006) y dos Copas de la Reina (2006 y 2007) con el equipo madrileño.
Posteriormente Peña jugó durante ocho temporadas en el Club Natació Sabadell equipo con el que ganó ocho ligas, siete Copas de la Reina, ocho Supercopas de España, cuatro Copas de Europa y tres Supercopas de Europa.
Con la selección española se ha proclamado campeona del mundo en Barcelona 2013, campeona de Europa en Budapest 2014, y subcampeona olímpica en los Juegos Olímpicos de Londres 2012.
Consiguió la medalla de plata en el Mundial de Budapest 2017,
plata en el Europeo de Málaga 2008 y bronce en Barcelona 2018.

## Palmarés
Selección española absoluta
- 11.ª clasificada en el Campeonato Mundial de Montreal 2005
- 4.ª clasificada en el Campeonato Europeo de Belgrado 2006
- 7.ª clasificada en el Campeonato Mundial de Melbourne 2007
- Medalla de plata en el Campeonato Europeo de Málaga 2008
- 8.ª clasificada en el Campeonato Mundial de Roma 2009
- 6.ª clasificada en el Campeonato Europeo de Zagreb 2010
- 11.ª clasificada en el Campeonato Mundial de Shanghái 2011
- 5.ª clasificada en el Campeonato Europeo de Eindhoven 2012
- Medalla de plata en el Juegos Olímpicos de Londres 2012
- Medalla de oro en el Campeonato Mundial de Barcelona 2013
- Medalla de oro en el Campeonato Europeo de Budapest 2014
- 7.ª clasificada en el Campeonato Mundial de Kazán 2015
- 4.ª clasificada en el Campeonato Europeo de Belgrado 2016
- Medalla de plata en el Campeonato Mundial de Budapest 2017
- Medalla de oro en los Juegos Mediterráneos de Tarragona 2018
- Medalla de bronce en el Campeonato Europeo de Barcelona 2018
- Medalla de plata en el Campeonato Mundial de Gwangju 2019
- Medalla de oro en el Campeonato Europeo de Budapest 2020
- Medalla de plata los Juegos Olímpicos de Tokio 2020
- 5.ª clasificada en el Campeonato Mundial de Budapest 2022
- Medalla de oro en el Campeonato Europeo de Split 2022
- Medalla de plata en el Campeonato Mundial de Fukuoka 2023
- Medalla de plata en el Campeonato Europeo de Eindhoven 2024
- Medalla de oro en los Juegos Olímpicos de París 2024

Selección española júnior
- 6.ª clasificada en el  Campeonato Mundial Júnior de Perth 2005

Clubes

Competiciones nacionales:
- Liga de División de Honor (9): 2006, 2011, 2012, 2013, 2014, 2015, 2016, 2017 y 2018.
- Copa de la Reina (9): 2006, 2007, 2011, 2012, 2013, 2014, 2015, 2017 y 2018.
- Supercopa de España (8): 2010, 2011, 2012, 2013, 2014, 2015, 2016 y 2017.

Competiciones internacionales:
- Copa de Europa (4): 2011,[10] 2013,[11] 2014,[12] y 2016.[13]
- Supercopa de Europa (3): 2013,[14] 2014,[15] y 2016.[16]

Otras competiciones:
- Copa Cataluña (8): 2010, 2011, 2012, 2013, 2014, 2015, 2016 y 2017.

## Premios, reconocimientos y distinciones
Peña fue nombrada "Hija Predilecta" y ha bautizado con su nombre a la piscina municipal de Navalcán (Toledo), el pueblo natal de sus padres y abuelos. El Ayuntamiento de Alcorcón le concedió la Insignia de Oro de la ciudad junto al seleccionador Miki Oca, también dos piscinas de la localidad recibirán el nombre de ambos.
- Medalla de Bronce de la Real Orden del Mérito Deportivo, otorgada por el Consejo Superior de Deportes (2013)[19]

- Medalla de Plata de la Real Orden del Mérito Deportivo, otorgada por el Consejo Superior de Deportes (2014)[20]